# Una Stubbs
Una Stubbs (Welwyn Garden City, Anglaterra ; 1 de maig de 1937 - Edimburg, Escòcia ; 12 d'agost de 2021) va ser una actriu britànica de televisió i ballarina que va aparèixer extensament a la televisió britànica i al teatre, i menys sovint, en pel·lícules. Va ser particularment coneguda pels seus papers en la comèdia Fins que La Mort Ens Separi (Till Death Us Do Part) i com Tia Sally (Aunt Sally) en la sèrie per a nens titulada Worzel Gummidge. A més, també és coneguda pel seu paper com a Senyoreta Bat a la sèrie de televisió The Worst Witch i, més recentment, ha aparegut en el paper de la senyora Hudson a la sèrie de televisió Sherlock.

## Cinema i televisió
Una Stubbs va néixer a Welwyn Garden City, Hertfordshire. La seva primera aparició a la televisió va ser com una de les ballarines de Dougie Squires al xou musical de la televisió britànica Cool for Cats el 1956. També va treballar en cabarets, clubs i revista a Londres durant aquests anys, i va ser part del grup de dansa de Lionel Blair.
El seu primer paper important va ser el 1963 a la pel·lícula de Cliff Richard, Summer Holiday. Posteriorment, va tornar a aparèixer a la següent pel·lícula de Richard, Wonderful Life (1964). Anys després, Stubbs va fer el seu gran avenç a la comèdia de la televisió, interpretant Rita, la filla casada d'Alf Garnett a la controvertida comèdia de la BBC Fins que la mort ens separi (Till Death Do Us Part) (1966-1975). També va aparèixer a la comèdia breu Fins que la mort... (Till Death...) (1981), de nou interpretant Rita. Va interpretar Rita per tercera vegada en alguns episodis de la sèrie de la BBC En la salut i en la malaltia (In Sickness and in Health) (1985–92). Entre 1970-1972, Stubbs es va associar de nou amb Cliff Richard per aparèixer cada setmana a la seva sèrie de la BBC1 It's Cliff Richard!. Quan ella es va absentar de la sèrie a causa del seu embaràs, la seva "mare" a la sèrie de TV Till Death..., Dandy Nichols, aparèixer al seu lloc en diverses edicions.
Stubbs va aparèixer a la sèrie Fawlty Towers, en l'episodi " L'Aniversari " el 1979. Des de 1979 fins a 1981, Stubbs va interpretar la Tia Sally a la sèrie per a nens de la ITV Worzel Gummidge, davant de Jon Pertwee i Barbara Windsor i va ser durant diversos anys capitana d'un equip en el joc de la setmana espectacle Give Us a Clue en els anys 1980, juntament amb Lionel Blair, el capità de l'altre equip.
Ha aparegut en sèries com Midsomer Murders, Heartbeat, Casualty, Keeping Up Appearances, Born and Bred i The Worst Witch. En els últims anys, Stubbs també ha aparegut a la sèrie de Victoria Wood We'd Quite Like To Apologise, The Catherine Tate Show, Agatha Christie's Marple, EastEnders, Benidorm i la sèrie de televisió Sherlock en el paper de la Senyora Hudson.
Stubbs, va aparèixer en un dels Teatres del West End, actuant a l'obra Star Quality de Noël Coward, amb Penelope Keith el 2001 i també, a l'obra Don Carlos de Fredrich Schiller, amb Derek Jacobi el 2005. En els últims anys, ha aparegut a La Cage Aux Folles al teatre Menier Chocolate Factory, a Pygmalion al Theatre Royal, Bath i, finalment, a Old Vic i The Family Reunion de TS Elliot al teatre Donmar Warehouse.
El grup indie, Half Man Half Biscuit, nomena a Una en la seva cançó "God Gave Us Life", de l'àlbum Back in the DHSS.

## Vida personal
Stubbs va estar casada amb l'actor Peter Gilmore des del 1958 fins al 1969, amb qui va adoptar el seu fill, Jason. Després del seu divorci el 1969, es va casar amb l'actor Nicky Henson, del qual també es va divorciar el 1975. Una i Henson van tenir dos fills: el compositor Christian Henson (n. 25 de desembre de 1971), i el músic i compositor Joe Henson (n. 18 de setembre de 1973).
Durant molts anys, Stubbs ha esbossat vinyetes dels personatges dels voltants de Londres, i n'ha realitzat exposicions a prop de casa seva, a Mayfair.

## Defunció
Va morir la matinada del 12 d'agost del 2021, després de patir una llarga malaltia, envoltada de la seva família.

## Sèries de televisió i pel·lícules
Només les entrades del 1963, 1964, 1965, 2009 són films teatrals
- Summer Holiday (1963) com a Sandy
- The Bargee (1964) com a Dama d'honor
- Wonderful Life (1964) com a Barbara
- Three Hats for Lisa (1965)
- Mister Ten Per Cent (1967)
- Till Death Us Do Part com Rita (28 episodis, 1966–1974)
- Till Death Us Do Part (1969) com a Rita
- Hotel Fwlty (Fawlty Towers) (1979) com Alice (en l'episodi The Anniversary)
- Worzel Gummidge com a tia Sally (21 episodis, 1979–1981)
- Till Death... com Rita (6 episodis, 1981)
- In Sickness and in Health com a Rita (9 episodis, 1985–1986)
- Worzel Gummidge Down Under com a Tia Sally (11 episodis, 1987–1989)
- The Worst Witch com a Miss Bat (25 episodis, 1998–2000)
- The Catherine Tate Show com Carole-Ann i Ursula (2 episodis, 2005)
- Gent del barri (EastEnders) com Caroline Bishop (6 episodis, 2006)
- Mist: The Tale of a Sheepdog Puppy com Fern (23 episodis, 2007–2009)
- Benidorm actriu convidada, com Diana Weedon (3a temporada, 5è episodi, 2009)
- Ingenious (2009) com Gransha
- Sherlock com a Mrs. Hudson (12 episodis, 2010-)